# 北興里 (北屯區)
北興里位於臺灣臺中市北屯區南部，為北屯區行政中心所在地，早期曾為北屯二堡的一部分。北興里原屬北屯里，後於1970年7月1日自北屯里劃分出去成為一個新的里。在北興里內的居民產業活動以商業為主，根據臺中市政府民政局人口統計，北興里共轄22鄰，人口約有三千六百人。

## 註腳
1. ↑  . 臺中市政府民政局.   [2021-04-03]. （原始内容存档于2020-11-11） （中文（臺灣））.